# Artur Maixner
Artur Maixner (ur. 5 marca 1889 w Pradze – zm. 29 września 1971 tamże) – czeski rolnik, prawnik, urzędnik ministerialny i urzędnik konsularny.

## Życiorys
Ukończył gimnazjum (1907), akademię rolniczą (Královská česká akademie hospodářská) w Táborze, następnie Wydział Prawa Uniwersytetu Czeskiego w Pradze (dr praw 1914), od 1914 pracował najpierw jako aplikant prawniczy w urzędzie gubernatora (Místodržitelství), a następnie jako urzędnik w okręgowej administracji w Smíchovie. Po powstaniu Republiki Czeskiej najpierw został urzędnikiem Ministerstwa Rolnictwa (Ministerstvo zemědělství), lub nowo utworzonego Urzędu Ziemskiego (Pozemkovy úřad), skąd w październiku 1920 przeszedł do służby dyplomatycznej. Zaczynał jako wicekonsul/konsul w Konsulacie Generalnym w Paryżu, następnie pracował jako sekretarz a później radca w wydziale administracyjnym (V.) MSZ (1925-1928), konsul w Krakowie (1928-1935), kierował tzw. wydziałem kościelno-politycznym Sekcji Politycznej MSZ (II/7). W 1939 został wybrany przedstawicielem dyplomatycznym (chargé d'affaires e.p.) w Finlandii, jednak okupacja uniemożliwiła realizację tego planu. Po likwidacji czechosłowackiej służby zagranicznej został przeniesiony do Ministerstwa Rolnictwa Protektoratu, gdzie tymczasowo kierował jednym z departamentów, ale w wyniku konfliktów z Niemcami w 1942 został zdegradowany i skonfiskowano część jego majątku. W 1945 powrócił do dyplomacji, awansował na radcę ministra, a w 1946 został posłem Czechosłowacji w Watykanie, gdzie służył do 1949, skąd przeszedł na emeryturę.